# باسهور (کانزاس)
باسهور (به انگلیسی: Basehor) شهری در ایالت کانزاس کشور ایالات متحده آمریکا است که جمعیت آن در سرشماری سال ۲۰۱۰ میلادی، ۴٬۶۱۳ نفر بوده‌است.